# The Girl Scout: or, The Canadian Contingent in the Boer War
The Girl Scout: or, The Canadian Contingent in the Boer War è un cortometraggio muto del 1909 diretto da Sidney Olcott.

## Produzione
Il film fu prodotto dalla Kalem Company.

## Distribuzione
Distribuito dalla Kalem Company, il film - un cortometraggio di una bobina - uscì nelle sale cinematografiche USA il 29 ottobre 1909.